# 보이콧, 투자철회 및 제재
보이콧, 투자철회 및 제재(영어: Boycott, Divestment and Sanctions), 간단히 BDS 운동(BDS Movement)은 이스라엘에 대한 국제법을 위반하는 것으로 간주되는 행위를 중지시키기 위한 정치적 및 경제 압박 강화를 목적으로 한 국제 캠페인이다. 이 목적에 따라 BDS 운동은 이스라엘에 대한 국제법을 준수할 때까지 다양한 종류의 보이콧을 할 것을 호소하고 있다. 또한 BDS 운동에 의해 주장되는 목표로는 이스라엘에 의해 팔레스타인 영토 및 골란고원에서 행해지고 있는 점령 활동 및 식민지 활동의 종결과 이스라엘의 아랍계 팔레스타인인의 차별 해소, 또한 팔레스타인 난민의 귀환권의 승인을 들 수있다.